# Gustave IV Adolphe
Pour les articles homonymes, voir Gustave-Adolphe de Suède et Gustave de Suède (homonymie).
Gustave IV Adolphe de Suède (en suédois : Gustav IV Adolf av Sverige) est né le 1er novembre 1778 à Stockholm (Suède) et mort le 7 février 1837 à Saint-Gall (Suisse). Il est roi de Suède de 1792 à 1809.

## Jeunesse
Né le 1er novembre 1778 au palais royal de Stockholm, Gustave IV est le fils aîné du roi Gustave III et de son épouse Sophie-Madeleine de Danemark. À sa naissance, le bruit court qu'il serait en réalité le fils du comte Munck (en), un proche de la reine. Il a un frère cadet, Charles-Gustave, qui ne survit que quelques mois à sa naissance (1782-1783).

Portraits du prince Gustave-Adolphe dans sa jeunesse
Portrait du prince Gustave-Adolphe, 1779, par Gustaf Lundberg
Le prince Gustave-Adolphe, 1785, par Per Krafft
Le prince Gustave-Adolphe, 1787, par Lorens Pasch le jeune

## Régence

Gustave IV Adolphe (1792), au début de son règne, par Nicolas Lavreince.

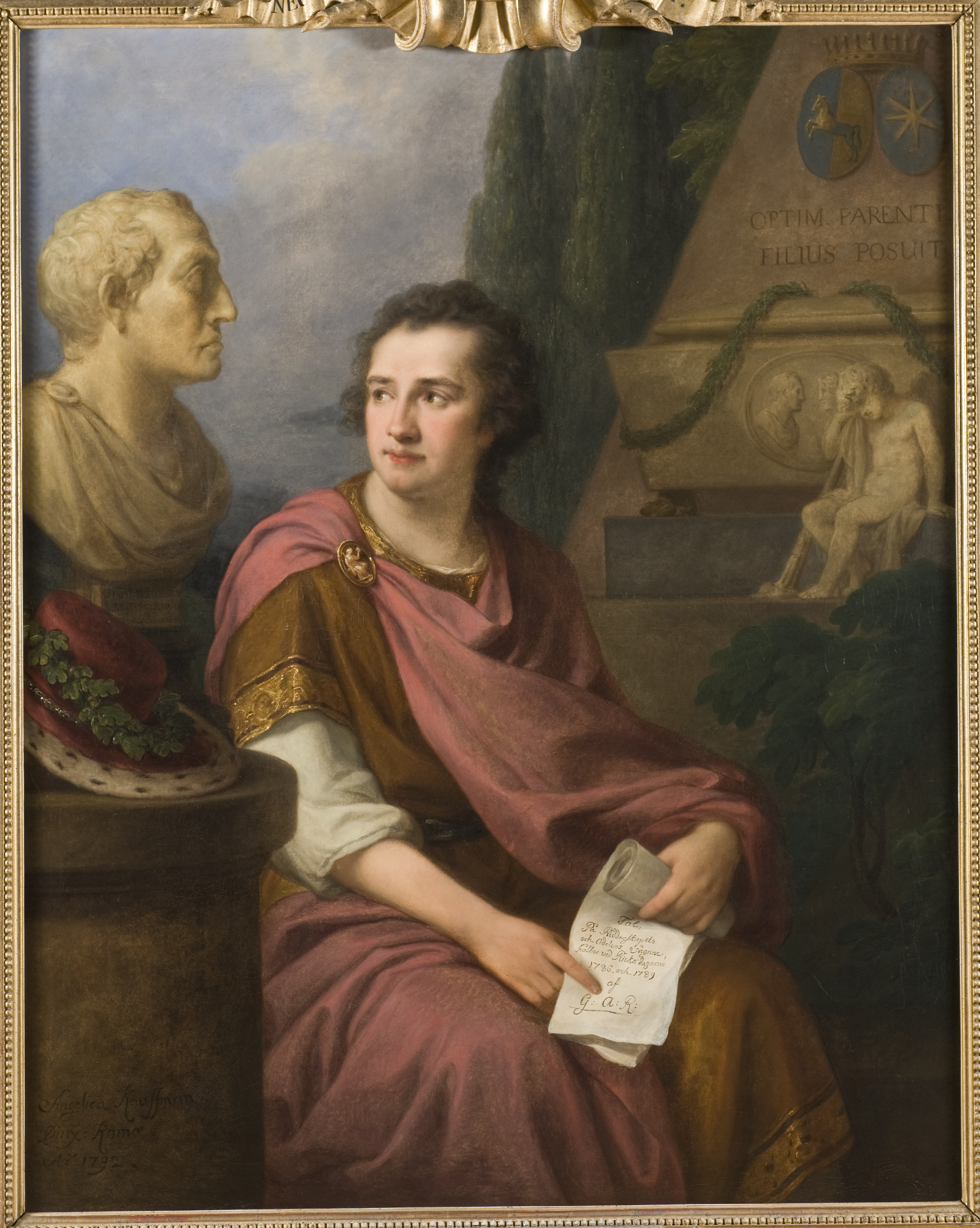
Baron Gustaf Adolf Reuterholm
Angelica Kauffmann, 1792
Nationalmuseum, Stockholm.

Gustave III est assassiné le 29 mars 1792, et son fils monte sur le trône de Suède à l'âge de treize ans. Le frère du roi défunt, Charles, duc de Södermanland, assure la régence. Il confie le pouvoir à l'un de ses proches, Gustaf Adolf Reuterholm. Son gouvernement autoritaire le rend rapidement impopulaire, et il est chassé du pays à la majorité du roi, en 1796. À l'instar de ses pairs, le roi de Suède est confronté aux idées et aux troupes de la Révolution française et cherche à se rapprocher de la Russie.

## Règne personnel
En 1796, un projet de mariage entre le jeune roi et la grande-duchesse Alexandra Pavlovna, petite-fille de Catherine II de Russie, échoue pour des raisons religieuses : les Romanov refusent que la jeune fille abandonne la foi orthodoxe russe pour le luthéranisme suédois. Gustave IV épouse l'année suivante la princesse Frédérique de Bade, princesse allemande alliée à la famille impériale russe mais protestante, qui lui donne cinq enfants. Le roi et la reine sont couronnés le 3 avril 1800 à Norrköping.
Bien que la Suède soit traditionnellement un allié de la France, la politique étrangère de Gustave IV est dominée par sa haine des idées de la Révolution française et de Napoléon. Après l'affaire du duc d'Enghien, il rompt ses relations diplomatiques avec l'Empire français. Contre l'avis de ses ministres, il rallie la Troisième Coalition en 1805 ; c'est la première fois que la Suède s'attaque à la France.
Cependant, en 1807, Napoléon conclut le traité de Tilsit avec le tsar Alexandre Ier, et quelques mois plus tard, le Danemark se rapproche de la France. Malgré cela, Gustave IV poursuit sa politique pro-britannique et refuse d'adhérer au blocus continental. Profitant de la neutralité française, l'empereur de Russie se saisit de ce prétexte pour déclencher la guerre de Finlande en février 1808. Les armées russes progressent rapidement en Finlande, d'autant plus que les Suédois doivent également surveiller la frontière dano-norvégienne.

## Déposition et exil
Voyant que le roi est déterminé à poursuivre un conflit déjà perdu, un groupe d'officiers mené par Carl Johan Adlercreutz procède à un coup d'État sans violence qui aboutit à sa déposition le 13 mars 1809. Gustave IV abdique formellement le 29 mars, dix-sept ans jour pour jour après son avènement. Son fils, Gustave de Vasa, dix ans, est déchu de son titre d'héritier du trône. Son oncle, le duc de Södermanland, est proclamé roi de Suède sous le nom de Charles XIII.
Gustave-Adolphe quitte la Suède en décembre 1809, d'abord pour Copenhague, puis vers le grand-duché de Bade d'où sa femme est originaire. Leurs relations se font plus difficiles, et ils divorcent en 1812. L'ancien roi, désormais connu en tant que « comte de Gottorp » ou « colonel Gustafsson », mène une vie d'errance en Europe, allant de maîtresse en maîtresse. Il meurt dans une taverne de Saint-Gall, en Suisse, alcoolique et sans le sou.

## Descendance
Gustave IV et Frédérique de Bade ont cinq enfants :

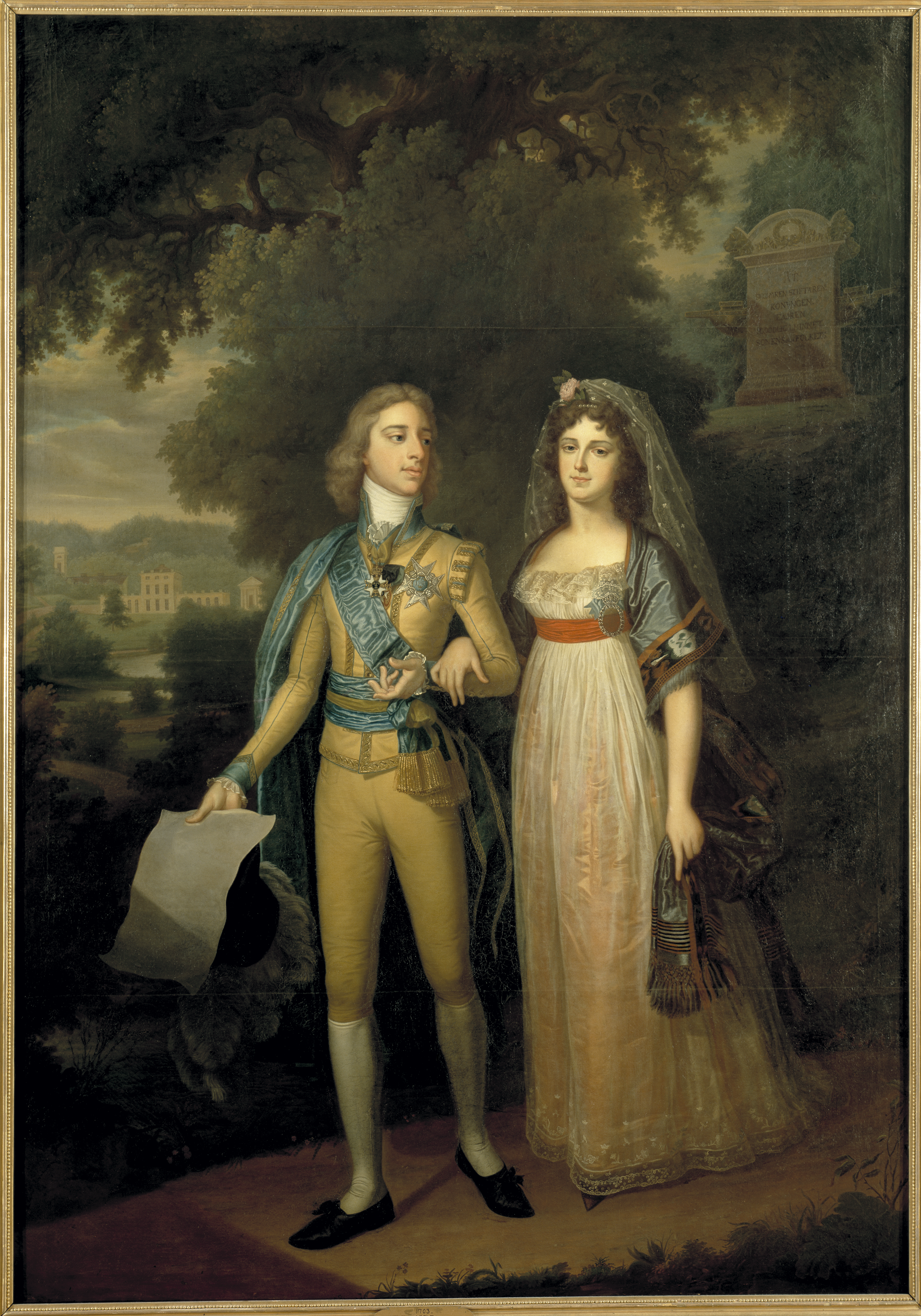
Gustave IV, et son épouse, vers 1797-1800, par Jonas Forsslund

- Gustave (1799 – 1877), qui épouse en 1830 la princesse Louise de Bade (divorcés en 1844) ;
- Sophie (1801 – 1865), qui épouse en 1819 le grand-duc de Bade Léopold Ier (son grand-oncle) (1790-1852) ;
- Charles-Gustave (1802 – 1805), titré grand-duc de Finlande ;
- Amélie (1805 – 1853) ;
- Cécile (1807 – 1844), qui épouse en 1831 Auguste Ier, grand-duc d'Oldenbourg (1783-1853).

Malgré sa déposition, Gustave IV est un des ancêtres de l'actuelle maison royale de Suède, à travers le mariage de Victoria de Bade, petite-fille de la princesse Sophie, avec le futur roi Gustave V en 1881.

## Lieu d’inhumation
Le roi Gustave IV Adolphe  fut inhumé dans la crypte située sous la chapelle Gustave-Adolphe de l’église de Riddarholmen à Stockholm.

## Titres et honneurs

### Titulature
- 1er novembre 1778 – 29 mars 1792 : Son Altesse royale le Prince héritier de Suède Gustave Adolphe.
- 29 mars 1792 – 13 mars 1809 : Sa Majesté  Le roi Gustave IV Adolphe de Suède.

Armoiries du prince héritier Gustave Adolphe.
Monogramme du roi Gustave IV Adolphe.

### Armes
Le roi Gustave IV Adolphe était grand maître de l'ordre des Séraphins et ses armoiries sont exposées dans l’église de Riddarholmen :
| Blason | Blasonnement : Écartelé : à la croix pattée d'or, qui est la Croix de Saint-Eric, cantonnée en 1 et 4, d'azur à trois couronnes d'or posées 2 et 1 qui est de Suède moderne, en 2 et 3, d'azur, à trois barres ondées d'argent, au lion couronné d'or armé et lampassé de gueules, brochant sur le tout, qui est de Suède ancien, sur-le-tout parti d'un, coupé de deux, soit six quartiers : en 1, d'or, à neuf cœurs de gueules, posés en trois pals, à trois lions léopardés d'azur, armés et lampassés de gueules, couronnés du champ, brochant sur-le-tout, en 2 de gueules, au lion couronné d'or, tenant dans ses pattes une hallebarde d'argent, emmanchée du second (de Norvège), en 3 d'or, à deux lions léopardés d'azur, armés et lampassés de gueules (de Schleswig), 4 de gueules, à la feuille d'ortie d'argent (de Holstein), en 5 de gueules, au cygne d'argent, becqué, membré et colleté d'une couronne d'or (de Stormarn), en 6 de gueules, au cavalier armé d'argent (de Dithmarse), sur-le-tout-du-tout, écartelé d'or à deux fasces de gueules (de Oldenbourg) et d'azur, à la croix pattée, au pied fiché d'or (de Delmenhorst). |